# Поре де Морван, Поль Жан-Батист
Поль Жан-Батист Поре де Морван (фр. Paul Jean-Baptiste Poret de Morvan; 1777—1834) — французский военный деятель, бригадный генерал (1813 год), барон (1813 год), участник революционных и наполеоновских войн. Имя генерала выбито на Триумфальной арке в Париже.

## Биография
В возрасте 16 лет записался добровольцем в армию. Служил в качестве артиллериста. 10 апреля 1800 года отличился в сражении при Сасселло, где был ранен. 5 сентября 1800 года произведён в младшие лейтенанты, и переведён в 78-ю полубригаду линейной пехоты, а 8 февраля 1801 года - в 90-ю.
В 1802 году участвовал в экспедиции на Санто-Доминго, в ходе которой был ранен. После смерти Леклерка, был среди тех, кто сопровождал тело генерала во Францию.
25 марта 1803 года был зачислен в полк пеших гренадеров Консульской гвардии с чином лейтенанта. 1 мая 1806 года – капитан. В 1808 году возглавил 2-ю роту 2-го батальона 2-го полка пеших гренадер. 9 июня 1809 года произведён в командиры батальона, и получил под своё начало 1-й батальон 1-го полка тиральеров-гренадеров.
С 1810 года воевал в Испании. 10 декабря 1810 года стал полковником, и командиром 34-го полка лёгкой пехоты. С 22 мая 1812 года исполнял функции губернатора провинции Сория в Кастилии. В 1813 году был отозван во Францию и 24 января 1813 года назначен командиром 3-го полка тиральеров Молодой гвардии, с которым сражался при Баутцене.
30 августа 1813 года произведён в бригадные генералы, и стал командиром 1-й бригады 2-й пехотной дивизии Молодой гвардии генерала Барруа. Дрался при Лейпциге, 27 октября отличился в бою при Айзенахе, где прикрывал отступление армии и был ранен пулей в ступню.
С января 1814 года занимался формированием 3-й пехотной дивизии Молодой гвардии, которой командовал с 20 февраля. 28 февраля во главе дивизии отправился из Парижа на театр военных действий в Шампани. 9 марта ранен картечной пулей в сражении при Лаоне. 12 марта его дивизия была расформирована, а Поре де Морван возглавил 2-ю бригаду (1-й и 2-й полки пеших гренадер) 1-й пехотной дивизии Старой гвардии. 30 марта участвовал в обороне Парижа.
При первой Реставрации определён 18 июля 1814 года в Королевский корпус пеших егерей Франции с чином генерал-майора. Во время «Ста дней» присоединился к Наполеону и с 13 апреля 1815 года командовал 3-м полком пеших гренадер Императорской гвардии. Участвовал в Бельгийской кампании, сражался 16 июня при Линьи. 18 июня он повёл 1-й батальон своего полка в последнюю атаку гвардии при Ватерлоо. С июля по август находился с полком в составе Армии Луары.
24 сентября 1815 года, после второй Реставрации, был уволен с действительной службы. В январе 1816 года арестован и оставался в заключении до амнистии 1817 года. В 1829 году исполнял функции генерального инспектора пехоты.
Умер 17 февраля 1834 года в Шартре в возрасте 56 лет, и был похоронен на кладбище Пер-Лашез.

## Воинские звания
- Младший лейтенант (5 сентября 1800 года);
- Лейтенант (23 сентября 1802 года, утверждён в чине 15 октября 1802 года);
- Капитан гвардии (1 мая 1806 года);
- Командир батальона гвардии (9 июня 1809 года);
- Полковник (10 декабря 1810 года);
- Бригадный генерал (30 августа 1813 года).

## Титулы
- Шевалье Поре де Морван и Империи (фр. chevalier Poret de Morvan et de l'Empire; декрет от 19 марта 1808 года, патент подтверждён 27 февраля 1812 года);
- Барон Поре де Морван и Империи (фр. baron Poret de Morvan et de l'Empire; декрет от 6 апреля 1813 года, патент подтверждён 14 августа 1813 года)[1].

## Награды
Легионер ордена Почётного легиона (14 июня 1804 года)
 Офицер ордена Почётного легиона (6 апреля 1813 года)
 Коммандан ордена Почётного легиона (26 мая 1813 года)